# تايب (أمر دوس)

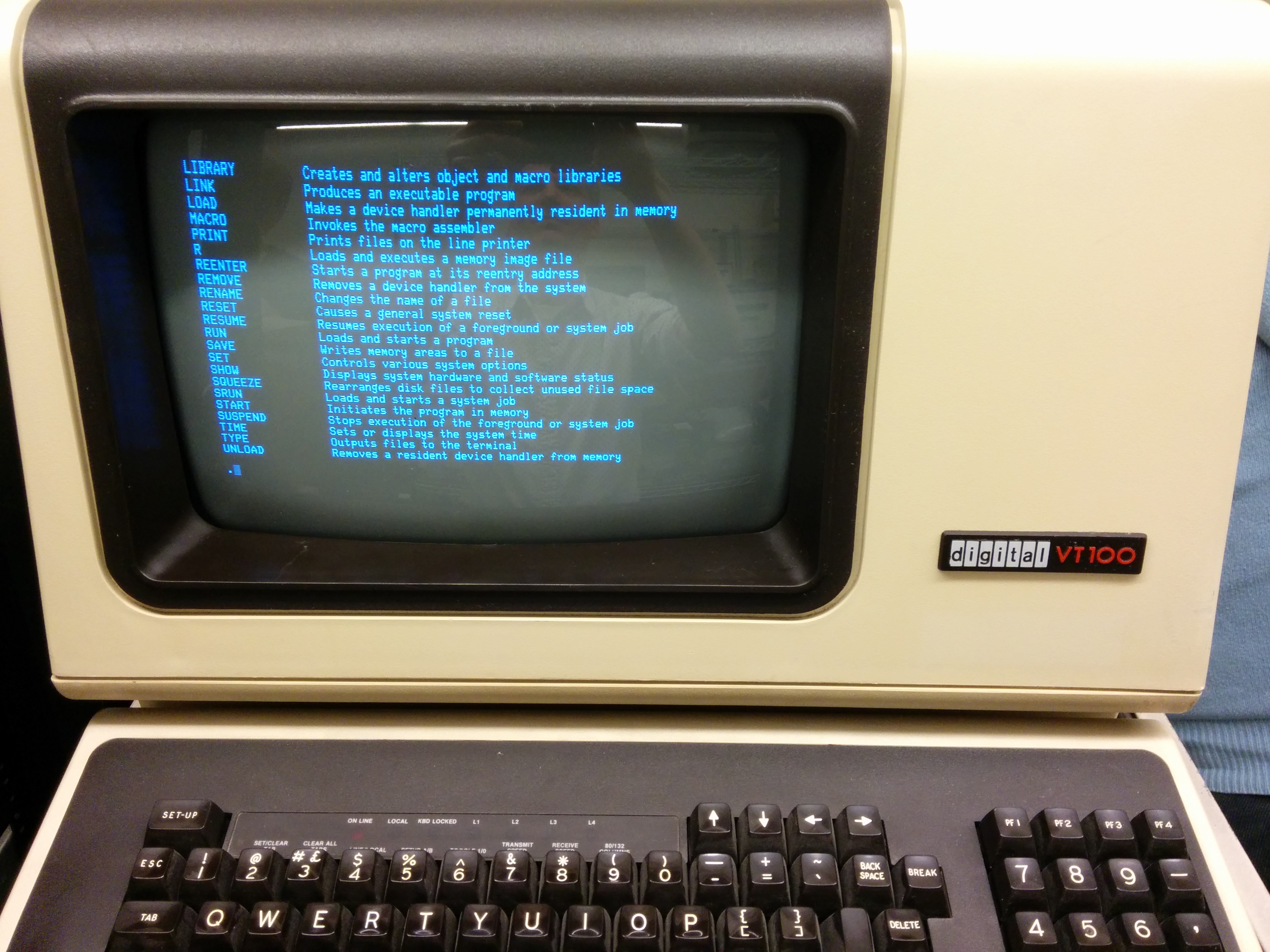
وصف أمر TYPE في نظام RT-11SJ معروض على VT100.

في الحوسبة, type هو أمر في مختلف قشرات (بالإنجليزية: Shell)‏ واجهات أسطر الأوامر مثل RT-11 وفي إم إس وأميغا دوس وسي بي/إم ودوس وأو إس/2 ومايكروسوفت ويندوز، مثل COMMAND.COMوcmd.exe و4DOS/4NT وويندوز باورشيل. ويستخدم الأمر لعرض محتوى ملف معين.
نظير الأمر في يونكس هو cat. وفي ويندوز باورشيل، type هو مستعار (بالإنجليزية: Alias)‏ معرف مسبقًا للأمر Get-Content والذي يؤدي نفس الغرض. استخدم الأمر TYPE لأول مرة في كأمر داخلي في نظام 86-دوس.